# サムデイ (マライア・キャリーの曲)
「サムデイ」 (Someday)は、マライア・キャリーの楽曲。1枚目のスタジオ・アルバム『マライア』から3枚目のシングルカットとしてリリースされた。

## 解説
Billboard Hot 100においては、デビュー・シングル「ヴィジョン・オブ・ラヴ」から3作連続で首位を記録、2週に渡り首位をキープしチャートには19週留まった。
通常のシングル盤に加え、リミックスを追加収録した「サムデイ・ダンス・スペシャル」も発売された（後述）。

## 収録曲
日本盤 3"シングル
1. サムデイ
2. アローン・イン・ラヴ

サムデイ・ダンス・スペシャル
1. サムデイ (7インチ・ジャックスイング・ヴァージョン) - 4:40
2. サムデイ (7インチ・ストレート・ヴァージョン) - 4:16
3. サムデイ (12インチ・ジャックスイング・ヴァージョン) - 6:55
4. サムデイ (ピアノ・アカペラ・ヴァージョン) - 4:17
5. アローン・イン・ラヴ - 4:11

デジタルEP
1. サムデイ (7インチ・ストレート・ミックス) - 4:19
2. サムデイ (7インチ・ジャックスイング・ミックス) - 4:41
3. サムデイ (12インチ・ハウス・ヴァージョン) - 6:52
4. サムデイ (12インチ・ジャックスイング・ヴァージョン) - 6:58
5. サムデイ (ピアノ・アカペラ・ヴァージョン) - 4:13
6. サムデイ (ハウス・ダブ・ミックス) - 5:11
7. サムデイ (ニュージャック・ダブ・ヴァージョン) - 4:23
8. サムデイ (ニュージャック・ボーナス・ビーツ) - 4:31

## チャートと認定
| チャート (1991)                                      | 最高位 |
| ---------------------------------------------------- | ------ |
| オーストラリア (ARIA)                                | 44     |
| オーストリア エアプレイ (Ö3 Austria)                 | 6      |
| ベルギー (Ultratop 50 Flanders)                      | 44     |
| カナダ トップシングルス (RPM)                        | 1      |
| カナダ アダルト・コンテンポラリー (RPM)              | 1      |
| カナダ ダンス (RPM)                                  | 4      |
| カナダ シングル小売 (The Record)                     | 5      |
| カナダ コンテンポラリー・ヒット・ラジオ (The Record) | 1      |
| ヨーロッパ (European Hot 100 Singles)                | 75     |
| ヨーロッパ ヒット・ラジオ (Music & Media)            | 6      |
| フィンランド (Suomen virallinen lista)               | 14     |
| フランス (SNEP)                                      | 38     |
| アイスランド (Íslenski Listinn Topp 10)              | 3      |
| イタリア エアプレイ (Musica e dischi)                | 12     |
| 日本 アルバム・チャート (オリコン) マキシ・シングル  | 48     |
| オランダ (Dutch Top 40)                              | 29     |
| オランダ (Single Top 100)                            | 21     |
| ニュージーランド (Recorded Music NZ)                 | 14     |
| UK シングルス (OCC)                                  | 38     |
| UK ダンス (Music Week)                               | 23     |
| US Billboard Hot 100                                 | 1      |
| US Adult Contemporary (Billboard)                    | 5      |
| US Dance Club Songs (Billboard)                      | 1      |
| Dance Singles Sales (Billboard)                      | 7      |
| US Hot R&B/Hip-Hop Songs (Billboard)                 | 3      |
| US Top 40 Radio Monitor (Billboard)                  | 1      |
| US Cash Box Top 100                                  | 1      |
| US Top R&B Singles (Cash Box)                        | 3      |
| US Adult Contemporary (Gavin Report)                 | 7      |
| US Top 40 (Gavin Report)                             | 1      |
| US Urban Contemporary (Gavin Report)                 | 3      |
| US Adult Contemporary (Radio & Records)              | 4      |
| US Contemporary Hit Radio (Radio & Records)          | 1      |
| US Urban Contemporary (Radio & Records)              | 2      |

| チャート (1991)                                         | 順位 |
| ------------------------------------------------------- | ---- |
| カナダ (RPM)                                            | 7    |
| カナダ アダルト・コンテンポラリー (RPM)                 | 20   |
| カナダ ダンス (RPM)                                     | 20   |
| カナダ シングル小売 (The Record)                        | 31   |
| ヨーロッパ ヒット・ラジオ (Music & Media)               | 62   |
| 全米 Billboard Hot 100                                  | 13   |
| 全米 アダルト・コンテンポラリー (Billboard)             | 36   |
| 全米 ダンス・クラブ・ソングス (Billboard)               | 26   |
| 全米 ホット R&B/ヒップホップ・ソングス (Billboard)      | 61   |
| 全米 ポップ・シングルス (Cash Box)                      | 11   |
| 全米 R&B シングルス (Cash Box)                          | 18   |
| 全米 アダルト・コンテンポラリー (Gavin Report)          | 48   |
| 全米 トップ40 (Gavin Report)                            | 3    |
| 全米 アーバン・コンテンポラリー (Gavin Report)          | 26   |
| 全米 アダルト・コンテンポラリー (Radio & Records)       | 32   |
| 全米 コンテンポラリー・ヒット・ラジオ (Radio & Records) | 4    |
| 全米 アーバン (Radio & Records)                         | 32   |

| 国/地域                    | 認定 | 認定/売上数 |
| -------------------------- | ---- | ----------- |
| アメリカ合衆国 (RIAA)      | Gold | 500,000^    |
| ^ 認定のみに基づく出荷枚数 |      |             |